# Syn lovce medvědů
Syn lovce medvědů (Der Sohn des Bärenjägers) patří k nejznámějším dílům německého spisovatele Karla Maye.

## Německá vydání
Román nejprve vycházel v roce 1887 na pokračování ve stuttgartském časopise pro mládež Der Gute Kamerad (Dobrý kamarád) a prvního knižního vydání se dočkal roku 1890. Již tehdy vyšel v jednom svazku společně s dějově navazujícím Duchem Llana Estacada (1888, Der Geist des Llano Estacado) pod názvem Hrdinové ze Západu (Die Helden des Westens). Roku 1914 vymyslelo nakladatelství Karl-May-Verlag pro své upravené a zkrácené společné vydání obou románů nový titul Mezi supy (Unter Geiern) a pod tímto názvem vydává obě díla jako pětatřicátý svazek Sebraných spisů Karla Maye dodnes. Jiná německá nakladatelství vydávají román buď samostatně nebo také společné s Duchem Llana Estacada, a to jak pod názvem Mezi supy, tak i pod původním Mayovým názvem z roku 1890.

## Děj románu
V románu Karel May vypráví (i s humorem) napínavý příběh mladého Martina Baumanna, který se společně se svými přáteli (Vinnetou, Old Shatterhand, Hobble Frank, Dlouhý Davy, Tlustý Jemmy a ušlechtilý siouxský válečník Vohkadeh) snaží zachránit svého otce, lovce medvědů Baumanna, ze zajetí Ogallallů, kteří jej chtějí umučit na hrobě svých mrtvých náčelníků. S knihou Duch Llana Estacada je román volně propojen pouze společnými postavami.

## Česká vydání
Čeští čtenáři se mohli poprvé se Synem lovce medvědů seznámit již roku 1888, kdy jej na pokračování vydal pražský nakladatel Josef R. Vilímek jako přílohu XIV. ročníku časopisu Naší mládeži (číslo 1-12) v překladu J. Pekaře a s ilustracemi Josefa Mukařovského a Karla Thumy. Roku 1891 vyšlo v tom samém nakladatelství a ve stejném překladu i první knižní vydání románu (byla to zároveň i první knižní mayovka v Česku), kdy ke dvěma předcházejícím ilustrátorům přibyl ještě Věnceslav Černý. Zajímavostí tohoto překladu je fakt, že hlavní postavy (Old Shatterhand, Martin a Tlustý Jemmy) nejsou Němci ale pravděpodobně Francouzi, Němcem (ze Smržovky) je pouze Hobble Frank. Davy a Jemmy se zde jmenují Jakub Ferlon a David Susika, Martin je pak příjmením Francis.
Na druhé knižní vydání si ale museli čeští čtenáři počkat až do roku 1907. Kniha vyšla v novém překladu Xavera Andrlíka opět v nakladatelství Josef R. Vilímek, tentokrát s ilustracemi Josefa Ulricha a Věnceslava Černého. V tomto překladu, ale bez ilustrací, vydal Vilímek román ještě roku 1908. Další dvě česká vydání z roku 1922 a 1927, obě v překladu Františka Gabriela a s ilustracemi Josefa Ulricha, pocházejí z nakladatelství Vojtěch Šeba.
Ve třicátých letech pokračovalo ve vydávání románu pražské nakladatelství Toužimský a Moravec. Kniha vyšla u tohoto nakladatelství celkem třikrát, poprvé v roce 1933, podruhé v roce 1934 a potřetí v roce 1940, vždy v rámci tzv. Velké řady knih Karla Maye, v překladu Xavera Andrlíka a s ilustracemi Zdeňka Buriana.
Dlouhou dobu po komunistickém puči v Česku díla Karla Maye z politických důvodů nevycházela. A tak se Syn lovce medvědů opět stal první vydanou mayovkou v Česku, tentokrát po roce 1945. Román vydalo roku 1958 tehdejší Státní nakladatelství dětské knihy (SNDK) v Praze jako osmnáctý svazek své edice Knihy odvahy a dobrodružství v překladu Vítězslava Kocourka a s ilustracemi Zdeňka Buriana. V tomto nakladatelství vyšel román ve stejném překladu a se stejnými ilustracemi ještě čtyřikrát, v roce 1964 a (po přejmenování nakladatelství na Albatros) v roce 1969, pak až v roce 2011 a v roce 2022 (s kompletním ilustračním dorpovodem).
Další knižní vydání povolili komunisté až po osmnácti letech. Kniha vyšla roku 1987 v nakladatelství Olympia v překladu Věry Houbové a s ilustracemi Gustava Kruma (reedice vyšla v roce 1993). Roku 1995 vydalo román s ilustracemi Zdeňka Buriana a v upraveném překladu Xavera Andrlíka z roku 1933 znovu založené nakladatelství Toužimský a Moravec, a konečně roku 1997 opět v překladu Xavera Andrlíka a s ilustracemi Libora Baláka brněnské nakladatelství Návrat v rámci jeho projektu Souborné vydání díla Karla Maye.
Naprostou „raritou“ je sešitové vydání z roku 1991 v Hanáckém nakladatelství A-MOR z Vyškova, ve kterém se vydavateli podařilo text knihy zkrátit na pouhých 48 stran.